# Breve gloria di mister Miffin
Breve gloria di Mister Miffin è uno sceneggiato televisivo del 1967, diretto da Anton Giulio Majano ed interpretato da Cesco Baseggio, Alberto Lupo e Luisa Rivelli. Si tratta di una delle prime opere in cui si critica il cinismo dell'industria televisiva, suggestivamente calata nel pieno boom degli anni sessanta. 
La serie venne realizzata tra Milano (interni) e Londra (riprese esterne).

## Trama
Mister Miffin è un anziano saggio capace di risolvere con meditazione e riflessione i problemi della gente comune. Scoperto da un produttore televisivo, viene introdotto in un talk show ove, ad ogni puntata, l'uomo si dedica alla risoluzione di problemi della vita quotidiana di alcuni telespettatori, invitati in studio. Il programma ha un enorme successo mediatico e i guadagni dell'emettente televisiva si innalzano vertiginosamente. Mister Miffin, però, costretto a mercificare la sua saggezza, cade in uno stato di progressiva depressione.